# Andrena sardoa
Andrena sardoa (лат.) — вид пчёл рода Andrena из семейства Andrenidae. Европа и Северная Африка.

## Описание
От близких видов отличается следующими признаками: метасома полностью красная; мезонотум с короткими чёрными  чешуйковидными волосками. Задняя поверхность заднего бедра с продольным рядом шипов или зубцов. Широко распространен по Пиренейскому полуострову, ассоциирован с растениями рода Асфоделус (Asphodelaceae). Летают с марта по май.